# Keydomar Vallenilla
Keydomar Vallenilla (født 8. oktober 1999) er en venezuelansk vægtløfter.
Han repræsenterede Venezuela under sommer-OL 2020 i Tokyo, hvor han vandt sølv i 96 kg..